# Scratch My Back (film, 1920)
Pour l’article homonyme, voir Scratch My Back.
Pour plus de détails, voir Fiche technique et Distribution.
Scratch My Back est un film muet américain, réalisé par Sidney Olcott pour Eminent Authors Pictures avec Helene Chadwick et T. Roy Barnes dans les rôles principaux, sorti aux États-Unis en 1920.

## Fiche technique
- Réalisation : Sidney Olcott
- Scénario : Rupert Hughes, E.T. Lowe Jr d'après une histoire de Rupert Hughes.
- Chef-opérateur : Steve Rounds
- Production : Eminent Authors Pictures
- Distribution : Goldwyn
- Longueur : 5 833 pieds, 6 bobines
- Date de sortie : 
  - États-Unis :4 juin 1920 (New York)

## Distribution
- T. Roy Barnes : Val Romney
- Lloyd T. Whitlock : Loton
- Helene Chadwick : Madeline
- Andrew Robson : Mr. Secor
- Cesare Gravina : Jahoda

## Anecdotes

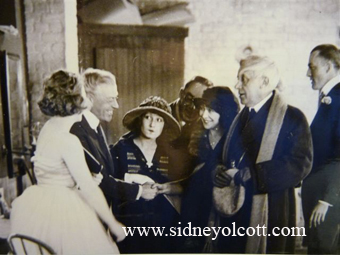
Maurice Maeterlinck visite les studios Goldwyn

Le film a été tourné aux studios Goldwyn à Culver City, en Californie.
Il est considéré comme perdu et n'est, semble-t-il, jamais sorti en France.
Lors du tournage, Olcott reçoit sur le plateau la visite prestigieuse de Maurice Maeterlinck, poète belge, prix Nobel de littérature 1911.